# Rio Bolovăniş (Neagra)
O Rio Bolovăniş é um rio da Romênia afluente do Rio Neagra Broşteni, localizado no distrito de Suceava.